# Hillcrest (Texas)
Pour les articles homonymes, voir Hillcrest.
Hillcrest est un village, incorporé en 1962 et situé au nord-est du comté de Brazoria, au Texas, aux États-Unis,.

## Démographie
Lors du recensement de 2010, la ville comptait une population de 730 habitants. Elle est estimée, le 1er juillet 2019, à 837 habitants.

### Source de la traduction
- (en) Cet article est partiellement ou en totalité issu de l’article de Wikipédia en anglais intitulé « Hillcrest, Texas » (voir la liste des auteurs).